# Nicholas Trivet
Nicholas Trivet vagy Trevet (latinul: Nicolaus Trivetus, Trevetus), (Norfolk, 1257 körül – Oxford, 1328?) latin nyelven író középkori normann származású angol krónikaíró, teológus és filozófus.

## Élete
Somersetben született, Sir Thomas Trevet bíró fiaként. Londonban lépett be a domonkosok közé, majd Oxfrodban és Párizsban folytatott egyetemi tanulmányokat. Életéről semmi biztosat nem tudunk, csak annyit, hogy egy ideig prior volt Londonban, majd tanított Oxfrodban, illetve, hogy eljutott Firenzébe.
Feltehetően ő volt a szerzője a Correctorium corruptorii Thomae című Aquinói Szent Tamás nézeteit támogató írásnak. Kommentárokkal látta el Seneca Declamationesét és tragédiáit, Szent Ágoston De civitate Deijének több könyvét, és Boethius De consolatione philosophiaejét. Számos történeti tárgyú írása is fennmaradt. Az egyik Annales sex regum Angliae qui a comitibus Andegavensibus originem traxerunt az Anjou-családból származó 1135 és 1307 közötti hat uralkodó tetteinek évkönyve, mely elsősorban I. Edward uralkodására ad kortársi információkat. Fennmaradt tőle egy francia nyelven írt krónika is, melyből Geoffrey Chaucer is merített.

## Fordítás
- Ez a szócikk részben vagy egészben  a   Nicholas Trivet című angol Wikipédia-szócikk ezen változatának fordításán alapul.  Az eredeti cikk szerkesztőit annak laptörténete sorolja fel. Ez a jelzés csupán a megfogalmazás eredetét és a szerzői jogokat jelzi, nem szolgál a cikkben szereplő információk forrásmegjelöléseként.